# Acqua Fragile
Acqua Fragile fue un grupo de rock progresivo italiano de los años 1970, originario de la zona de Parma.

## Historia
El grupo se llamaba originalmente Gli Immortali (Los Inmortales) y estaba integrado por Bernardo Lanzetti (voz), Gino Campanini (guitarra) y Piero Canavera (batería), a quienes se unió en seguida el teclista Maurizio Mori y el bajista Franz Dondi. Dondi provenía de otro grupo, Moschettieri (Los Mosqueteros), que en 1967 había publicado un sencillo de 45 (Il tempo dell'amore) y había actuado como telonero en un concierto de los Rolling Stones.
Gli Immortali empezaron a actuar en directo a principios de los años 1970, junto con otros importantes grupos del panorama italiano de rock progresivo como Premiata Forneria Marconi, en lo que fue una de las escenas más creativas pero menos conocidas del panorama musical europeo y mundial de la época. Por entonces decidieron cambiar el nombre a Acqua Fragile, y actuaron junto a grandes bandas del género como Soft Machine, Uriah Heep y Gentle Giant.
El primer disco de Acqua Fragile, titulado de forma homónima, fue publicado en el sello discográfico independiente The Rocket Record Company en 1973. Se trata de un trabajo claramente inspirado en el rock progresivo británico (sobre todo en Genesis y Gentle Giant) y con letras en inglés, hecho bastante inusual en el panorama musical italiano del momento.
El álbum fue distribuido solamente en Italia y no obtuvo el éxito esperado. El siguiente disco, Mass Media Stars de 1974 fue lanzado en el mercado estadounidense, que había acogido anteriormente de forma positiva a Premiata Forneria Marconi. A finales de ese año, el grupo incluyó a un nuevo miembro, el teclista Joe Vescovi. El cantante Lanzetti abandonó la formación para irse a Premiata, quien fue sustituido por Roby Facini. Al no lograr nunca asentarse donde querían, el grupo se disolvió definitivamente en 1975.
Franz Dondi ha fundado una banda recientemente, llamada l'Acqua Fragile Project, que interpreta ampliamente el repertorio clásico de Acqua Fragile.

## Formación original
- Bernardo Lanzetti - Voz
- Gino Campanini - Guitarra
- Maurizio Mori - Teclados
- Franz Dondi - Bajo
- Piero Canavera - Batería

## Formación actual
- Manuel "Badu" Roncoroni - Voz
- Rossella Volta - Voz
- Michelangelo Ferilli - Guitarra
- Alessandro Sgobbio - Teclados
- Franz Dondi - Bajo
- Fabio Pizzarotti - Batería

## Discografía

### Discos
- Acqua Fragile (1973)

LP, The Rocket Record Company
CD, BMG (1991)
CD, BMG (2003)
- Mass Media Stars (1974)

LP, DJM
LP, Contempo 1991
CD, Contempo 1991
CD, BMG 2003
- Live in Emilia (1994, una grabación de 1974 con Vescovi en el teclado)

Prehistoric 1994

### Sencillos
- Bar Gazing/Opening Act (del Mass Media Stars), DJM